# 横浜市立六角橋中学校
横浜市立六角橋中学校（よこはましりつろっかくばしちゅうがっこう）とは、神奈川県横浜市神奈川区六角橋に所在する公立中学校。略称は六中（ろくちゅう）。

## 概要
1947年、現在の神橋小学校の一部を間借りする形で開校した。以来、2回の移転を経て、現在の場所になったのかも。

## 沿革
- 1947年（昭和22年）
  - 5月1日 ‐ 横浜市立六角橋中学校創立。
  - 5月5日 - 現在の神橋小学校で開校式を開催。この時点では9教室を借用していた。
  - 7月 ‐ 校章制定
  - 11月4日 ‐ 斎藤分町に校舎が完成し、移転。神橋小学校内教室を分校とする。
- 1949年（昭和24年）
  - 4月1日 - 斎藤分校舎増築。完全移転。
- 1952年（昭和27年）
  - 10月7日 ‐ 校歌制定。
- 1955年（昭和30年）
  - 10月15日 - 現在地に鉄筋3階建ての校舎（現在の北棟）が完成し、移転。なお、斎藤分校舎の方は分校となる。
- 1957年（昭和32年）
  - 9月3日 - 分校を閉鎖し、現校舎に完全移転。
- 1959年（昭和34年）
  - 3月31日 - 鉄筋2階建て校舎（現在の東棟）完成。
- 1961年（昭和36年）
  - 5月26日 ‐ 東棟3階教室増築完成。
- 1964年（昭和39年）
  - 9月1日 - プール完成。
- 1966年（昭和41年）
  - 11月28日 ‐ 体育館兼講堂完成。
- 1967年（昭和42年）
  - 6月17日 ‐ 創立20周年記念式典挙行。
- 1972年（昭和47年）
  - 6月1日 - 開校記念日制定。
- 1973年（昭和48年）
  - 4月19日 ‐ 鉄筋3階建ての西棟完成。
- 1977年（昭和52年）
  - 6月1日 ‐ 創立30周年記念式典挙行。
- 1984年（昭和59年）
  - 3月31日 - 格技棟、図書館棟完成。
- 1986年（昭和61年）
  - 6月30日 - 校庭・プール改修工事完成。
- 1992年（平成4年）
  - 4月 ‐ 校舎改築工事開始。
  - 8月19日 ‐ プレハブ校舎建設工事着工。
  - 12月6日 ‐ プレハブ校舎へ移転。
- 1994年（平成6年）
  - 3月31日 ‐ 新校舎・新体育館完成。
  - 6月25日 ‐ 新校舎・新体育館落成式。
  - 11月24日 ‐ グラウンド、中庭などの校舎周辺改修工事着工。
- 1995年（平成7年）
  - 2月 - 鉄筋4階建ての南棟完成。また、六角橋中学校コミュニティハウス開館。
  - 3月17日 - 校舎周辺工事完了。
- 1996年（平成8年）
  - 6月15日 ‐ 創立50周年記念式典挙行。
- 1999年（平成11年）
  - 11月18日 ‐ 優良PTA文部大臣表彰受賞。
- 2006年（平成18年）
  - 7月 - 校舎とグラウンドの間にある道路が学校の敷地となる。
  - 11月18日 ‐ 創立60周年記念式典挙行。

- 2008年（平成20年）
  - 3月28日 - 横浜市ISOにおける環境活動で「多彩な環境行動の取り組み」として、横浜市より表彰される。
  - 2011年（平成23年）
- 2012年（平成24年 - 教室の空調工事完成。
- 2013年（平成25年）
  - 4月1日 ‐ 平成25・26年度、横浜市教育委員会「体力向上推進校」となる。
- 2014年（平成26年）
  - 4月1日 - 平成26年度、横浜市教育委員会「読書活動活性化拠点校」となる。
  - 11月5日 ‐ 横浜市中学校総合体育大会にて、男女総合準優勝、男子総合準優勝を獲得。
- 2015年（平成27年）
  - 11月11日 - 横浜市中学校総合体育大会にて、男女総合優勝、女子総合優勝、男子総合準優勝を獲得。
- 2016年（平成28年）
  - 8月27日 - 本校卒業生である羽賀龍之介が訪問[3]。
  - 11月3日 - 創立70周年記念式典挙行。
  - 11月9日 - 横浜市中学校総合体育大会にて、男女総合優勝、男子総合優勝を獲得。

## アクセス
- 徒歩
  - 横浜市営地下鉄ブルーライン
    - 岸根公園駅から徒歩8分
    - 片倉町駅から徒歩10分

  - 東急東横線 白楽駅から徒歩20分

- バス
  - 横浜市営バス
    - 291系統　六角橋中学校前停留所からすぐ
    - 38・39系統　神橋小学校前停留所から徒歩7分
    - 36・82系統　神奈川土木事務所前バス停から徒歩8分

## 通学区域
六角橋中学校の通学区域には以下の区域が指定されている。
- 神奈川区
  - 神大寺小学校 通学区域
  - 神橋小学校 通学区域
  - 中丸小学校 通学区域
  - 斎藤分小学校 通学区域の一部
    - 斎藤分町1番から29番まで、30番1号から30番13号まで、30番53号から30番69号まで
    - 西神奈川三丁目
    - 二本榎27番32号から27番35号まで
    - 六角橋三丁目、六角橋四丁目4番から19番まで、21番、22番

  - 城郷小学校 通学区域の一部
    - 三枚町1番地から197番地まで
- 港北区
  - 神橋小学校 通学区域
    - 篠原西小学校 通学区域の一部

なお開校当初、小机駅付近まで学区だった時期がある。

## 出身著名人
- 深谷賢治（数学者）
- 山本リンダ（歌手）[5]
- ムロツヨシ（俳優）
- 武藤英明（起業家、実業家）
- 羽賀龍之介（柔道日本代表）
- 山本杏（柔道選手）
- 加都之男（お笑い芸人）
- 鍵山優真（フィギュアスケート選手）
- 阿部隼人（サッカー選手）
- 鍋本凪々美（女優）
- 山本元宣（歌手）

## 内申点
この学校は、「未来的な未来を創る」ということをモットーにしているため、内申点が非常に取りづらいことで有名である。特に、数学と英語が深刻である。

## 部活動
柔道部は全国大会の常連である。また2017年度は剣道部・パソコン部が全国大会出場、バドミントン部が関東大会に出場している。また、吹奏楽部は2019年度に東関東大会に出場している。先述の通り、2015年度と16年度で横浜市総合体育大会で男女総合優勝を達成している。また、卓球部も強化合宿に行ったりと強豪である。